# Manfred Tisal
Manfred Tisal (* 23. September 1953 in Villach, Kärnten) ist ein österreichischer Kabarettist, Moderator, Autor und Journalist. Bekannt wurde er vor allem durch seine Rolle als „EU-Bauer“ beim Villacher Fasching, als Mitglied der Kärntner Kabarettgruppe Lei Drei sowie als ORF-Mitarbeiter. Im Laufe seiner Karriere erhielt er zahlreiche Auszeichnungen.

## Leben
Geboren wurde Tisal als erstes Kind von Elfriede (Buchhalterin) und Anton Tisal (ÖBB-Bediensteter). Er hat drei jüngere Geschwister.
Manfred Tisal wuchs in Villach auf, absolvierte dort seine Pflichtschuljahre sowie eine Lehre als Koch.
Er war Moderator und Redakteur beim ersten privaten österreichischen TV-Sender Tele Uno, der seinen Standort in Italien hatte, und freier Redaktionsmitarbeiter der Kleinen Zeitung in Villach. Seit 2000 ist er freiberuflich als Moderator, Autor und Kabarettist tätig. Von 2005 bis 2017 moderierte Tisal als freier ORF-Mitarbeiter Frühschoppensendungen bei Radio Kärnten.
Tisal war Mitglied des Arnoldsteiner Gemeinderates (unabhängige Liste Arnoldstein = ULA).
Manfred Tisal ist verheiratet, Vater von vier Kindern und dreifacher Großvater. Er war jahrelang Präsident des ersten KBCV (Kärntner Bowling Club Villach) und über sechs Jahre Präsident des Villacher Musikvereines.

## Villacher Fasching
1990 stand Tisal erstmals beim Villacher Fasching auf der Bühne, für den er in weiterer Folge auch als Texter, Co-Regisseur, Minister und Vorstandsmitglied tätig war. Bekannt wurde Tisal vor allem durch seine Rolle als EU-Bauer. Aus dem Engagement beim Fasching erwuchs zudem eine Freundschaft, die zur Gründung der Kärntner Kabarettgruppe „Lei Drei“ führte. Gemeinsam mit den Villacher Faschingsakteuren „Nachzipfer“ Hannes Höbinger und „Noste“ Manfred Obernosterer tourte Tisal über ein Jahrzehnt durch ganz Österreich. Mit „Lei Drei“ nahm Manfred Tisal auch einmal an der Vorausscheidung zum Grand Prix der Volksmusik teil.
Mit seinen Soloauftritten Lachen ist gesund und Lachen ist der Stuhlgang der Seele ist Tisal im In- und Ausland unterwegs. Außerdem schreibt er Bücher und Auftragsgedichte.

## Posting-Affäre
Am 17. November 2017 gab Tisal das Ende seiner Karriere als Akteur des Villacher Faschings bekannt. Zuvor hatte der ORF die Zusammenarbeit mit ihm beendet. Grund war ein umstrittenes Facebookposting  Tisals über Flüchtlinge. Es hatte Ermittlungen der Staatsanwaltschaft Klagenfurt gegen Tisal wegen des Verdachts der Verhetzung zur Folge.
Nach dem Ende seiner Tätigkeit für den ORF moderierte Tisal mehrere Wahlkampfveranstaltungen der FPÖ. Außerdem schreibt er auch für die FPÖ-nahe Wochenzeitung Zur Zeit.
Die Faschingsrolle als EU-Bauer bzw. EU-Bäuerin übernahm Tanja Karl, die sich jedoch schon am 13. Jänner 2018 – nur acht Tage nach der Premiere des Programms – wegen Auffassungsunterschieden mit den Verantwortlichen der Faschingsgilde zurückzog. Der Programmrat, in dem auch Manfred Tisal sitzt, hatte die von ihr vorgeschlagenen Textänderungen des Textes, der ebenfalls von Manfred Tisal geschrieben wurde, nicht genehmigt.

## Publikationen
- 1994: „Da ane und da ondare“, Klagenfurt, Kärntner Druck- und Verlags-Gesellschaft, ISBN 3-85391-122-6
- 1997: „Kleiner Ratgeber für Kärnten Besucher“
- 1998: „Willkommen in Kärnten: kleiner Ratgeber für Kärnten-Besucher“ (ca. 1998)
- 1999: „Kärntner Schoppen’gschichten“, Klagenfurt, Verlag Johannes Heyn, ISBN 3-85366-942-5
- 2000: „Zeit für Heiterkeit“, Klagenfurt, Edition Norica
- 2006: „Niedergschriebn zum Weitersogn“
- 2007: „Stommtisch-gschichtn“
- 2009: „Best O(f)f“
- 2010: „Heiter geht’s weiter…“
- 2010: „Weihnachtsgeschichten zum Nachdenken und Lachen“
- 2012: „Anfoch lesn, anfoch lochn“
- 2014: Kuhmentare – Tagebuch aktueller Unzulänglichkeiten

## Diskographie
- 2008: 15 Jahre EU-Bauer – Wie ein Stuhlgang der Seele (Tyrolis)
- 2013: Fegerländer Schoppen mit Manfred Tisal (Eigenverlag)

## Auszeichnungen
Am 19. November 2011 erhielt Tisal den Narrenbrunnenpreis der Faschingsgilde Ettlingen. Die Laudatio hielt der damalige Villacher-Bier-Vorstand Clemens Aigner.